# A Martinez

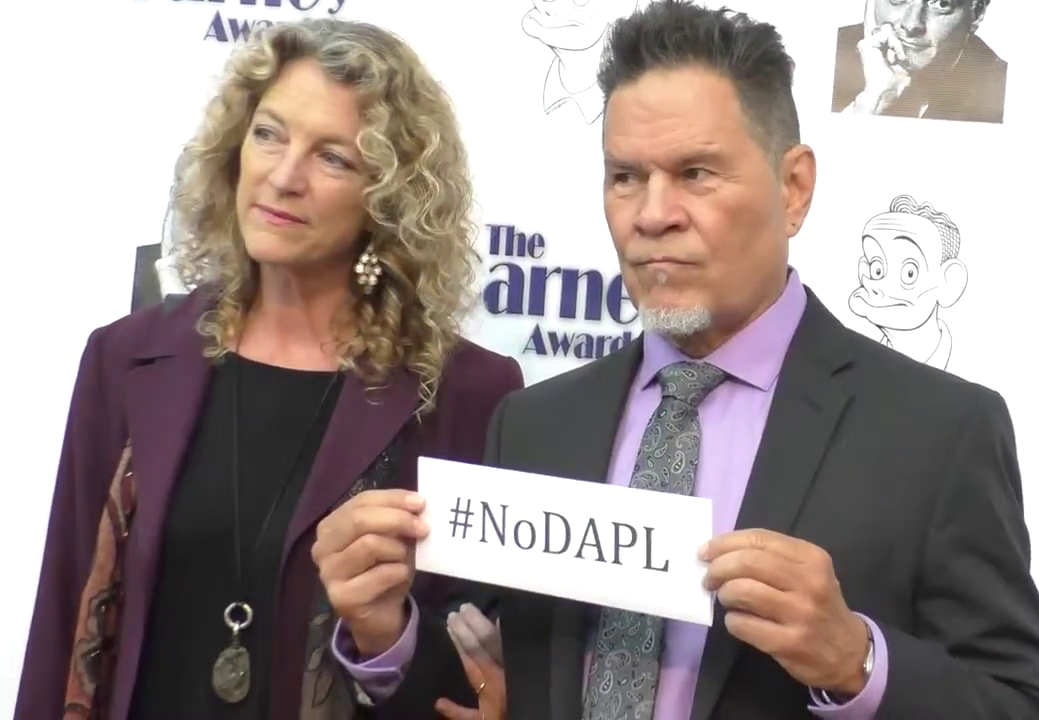
A Martinez und Leslie Bryans 2016 bei den 2nd Annual Carney Awards im Paley Center in Beverly Hills

A Martinez (* 27. September 1948 in Glendale, Kalifornien als Adolph Larrue Martinez) ist ein US-amerikanischer Schauspieler.

## Leben und Karriere
Sein Rufname A resultiert aus einer innerfamiliären Bezeichnung, da bereits der Vater und der Großvater den Namen Adolph trugen und er zur Unterscheidung zunächst „Little A“ und später einfach „A“ gerufen wurde. Mit zwölf Jahren sang er in einem Talentwettbewerb in der Hollywood Bowl. Die Schule schloss er an der Verdugo Hills High School in Tujunga, Los Angeles, ab. Seine Vorliebe für das Schauspiel entdeckte er während des Theaterspielens an der UCLA.
Er gab 1968 sein Schauspiel-Debüt in The Young Animals. Es folgten mehrere Auftritte in Filmen und Fernsehproduktionen.  Für die Darstellung des Cruz Castillo von 1984 bis 1992 in der US-amerikanischen Seifenoper California Clan gewann er 1990 den Emmy und 1988, 1990, 1991 den Soap Opera Digest Award. Von 1990 bis 1994 spielte A Martinez in L.A. Law mit. Seit 2012 spielte er in der Serie Longmire den Casinobesitzer Jacob Nighthorse. Sein Schaffen für Film und Fernsehen umfasst mehr als 130 Produktionen.
A Martinez war in erster Ehe mit der Schauspielerin Mare Winningham verheiratet. Seit 1982 ist er mit Leslie Bryans verheiratet. Das Paar hat zwei Töchter und einen Sohn.

## Filmografie (Auswahl)
- 1968: Die Cadillac-Bande von San Francisco (The Young Animals)
- 1969: Kobra, übernehmen Sie (Mission: Impossible, Fernsehserie, eine Folge)
- 1969: Ein himmlischer Schwindler (Change of Habit)
- 1969: Der Chef (Ironside, Fernsehserie, 2 Folgen)
- 1970: Mannix (Fernsehserie, eine Folge)
- 1970: Bonanza (Fernsehserie, eine Folge)
- 1972: Die Cowboys (The Cowboys)
- 1972–1976: Die Straßen von San Francisco (The Streets of San Francisco, Fernsehserie, 3 Folgen)
- 1974: Die Cowboys (The Cowboys, Fernsehserie, 12 Folgen)
- 1974;1975: Kung Fu (Fernsehserie, 2 Folgen)
- 1975: Petrocelli (Fernsehserie, eine Folge)
- 1976: Columbo: Blutroter Staub (A Matter of Honor, Fernsehreihe)
- 1976: Der Pflichtverteidiger (Mallory: Circumstantial Evidence, Fernsehfilm)
- 1976: Alligator Joe (Joe Panther)
- 1977: Make-up und Pistolen (Police Woman, Fernsehserie, eine Folge)
- 1978: Colorado Saga (Centennial, Miniserie, 3 Folgen)
- 1979: Der unglaubliche Hulk (The Incredible Hulk, Fernsehserie, eine Folge)
- 1979: B.J. und der Bär (B.J. and the Bear, Fernsehserie, eine Folge)
- 1979;1980: Quincy (Quincy, M. E., Fernsehserie, 3 Folgen)
- 1981: CHiPs (Fernsehserie, eine Folge)
- 1981: Fantasy Island (Fernsehserie, eine Folge)
- 1982: Falcon Crest (Fernsehserie, eine Folge)
- 1983: Der Honorarkonsul (The Honorary Consul)
- 1983: Hart aber herzlich (Hart to Hart; Folge: Das Geheimnis des Poloschlägers)
- 1983: Computer Kids (Whiz Kids, Fernsehserie, 17 Folgen)
- 1984: Remington Steele (Fernsehserie, eine Folge)
- 1984: Kampf um Yellow Rose (The Yellow Rose, Fernsehserie, 1 Folge)
- 1984–1992: California Clan (Santa Barbara, Fernsehserie)
- 1989: Zwei Cheyenne auf dem Highway (Powwow Highway)
- 1989: Manhunt – Eine Stadt jagt einen Mörder (Manhunt: Search for the Night Stalker, Fernsehfilm)
- 1989: Die Teufelin (She-Devil)
- 1991: Space Killers (Not of This World, Fernsehfilm)
- 1991: Ein Weihnachtstraum (In the Nick of Time, Fernsehfilm)
- 1992: Eine Frau für alle Fälle (Criminal Behavior, Fernsehfilm)
- 1990–1994: L.A. Law – Staranwälte, Tricks, Prozesse (L.A. Law, Fernsehserie)
- 1994: Undercover Sarah (Deconstructing Sarah, Fernsehfilm)
- 1994: Sie lebt zwei Leben (She Led Two Lives, Fernsehfilm)
- 1995: China Moon
- 1995: Money Kills (Where's the Money, Noreen?, Fernsehfilm)
- 1996: Ein Hauch von Himmel (Touched By An Angel, Fernsehserie, eine Folge)
- 1996: Tödliches Erwachen (Sweet Dreams, Fernsehfilm)
- 1996–1997: Profiler (Fernsehserie, 9 Folgen)
- 1997: Cypher (Double Tap)
- 1999: Last Rites – Sakrament für einen Mörder (Last Rites, Fernsehfilm)
- 1999: Die glorreichen Sieben (The Magnificent Seven, Fernsehserie, eine Folge)
- 1999: Im Dunkel der Erinnerung (A Memory in My Heart, Fernsehfilm)
- 1999: Tödliche Vergeltung (Cruel Justice, Fernsehfilm)
- 2000: Wind River
- 2001–2002: General Hospital (Fernsehserie, 95 Folgen)
- 2002–2003: For the People  (Fernsehserie, 17 Folgen)
- 2005: JAG – Im Auftrag der Ehre (JAG, Fernsehserie, eine Folge)
- 2005–2007: CSI: Vegas (CSI: Crime Scene Investigation, Fernsehserie, 3 Folgen)
- 2007: Born in the USA (Fernsehfilm)
- 2007: Viva Laughlin (Fernsehserie, eine Folge)
- 2008: Little Girl Lost: The Delimar Vera Story (Fernsehfilm)
- 2009: Becoming Eduardo
- 2009: Criminal Minds (Fernsehserie, eine Folge)
- 2009: The Terminators
- 2010: Castle (Fernsehserie, eine Folge)
- 2011: Mega Python vs. Gatoroid (Fernsehfilm)
- 2011–2012: Reich und Schön (The Bold And The Beautiful, Fernsehserie, 12 Folgen)
- 2012–2014: Longmire (Fernsehserie, 13 Folgen)
- 2013: Curse of Chucky
- 2013: Jimmy P. – Psychotherapie eines Indianers (Jimmy P. (Psychotherapy of a Plains Indian))
- 2015: Navy CIS (Fernsehserie, eine Folge)
- 2021: Cowboy Bebop
- 2022: Ambulance
- 2024: Avatar – Der Herr der Elemente (Avatar: The Last Airbender, Fernsehserie, 2 Folgen)